# Luc Hollands
Luc Hollands (15 januari 1967) is een Belgisch landbouwer en activist. Hij was voorzitter van de coöperatie Biomilk.be van 2021 tot 2023.

## Biografie
Hollands is afkomstig uit het dorp Teuven in de Voerstreek. Als boerenzoon studeerde hij onder andere aan het Collège Saint-Louis te Borgworm van 1983 tot 1985. Hij nam het familiebedrijf over in 1992. In 2004 besliste hij om zich enkel toe te leggen op het houden van melkvee. Hollands zette zich in tegen te lage melkprijzen en nam deel aan een gemediatiseerd evenement in 2009 waarbij vier miljoen liter melk werd gesproeid over akkers te Ciney. In 2011 besliste Hollands om over te schakelen naar biologische productie. Op de boerderij houden Hollands en zijn gezin 100 melkkoeien op 65 ha weiland; er zijn ook 7 ha akkers waar biologische voedergewassen wordt geteeld. Hij werkt bio in een kosten-efficiënt plaatselijk circuit.  Hollands baat ook het vakantieverblijf 'Green Valley' uit op de boerderij, waar groene klassen worden georganiseerd in het kader van pedagogische programma’s.
Hollands maakte tot 2015 deel uit van het European Milk Board en ook van MIG België (Milcherzeuger Interessengemeinschaft), waarbij hij zich inzette voor rechtvaardige melkproductie. Hij verliet die organisatie uit onvrede met hun steun voor industriële melkproductie. Daarnaast was Hollands een van de grondleggers van Fairebel, dat hij evenwel ook verliet, in 2018. Hij is ook actief bij het Waalse boerensyndicaat Fugea en bij Via Campesina, een internationale beweging die zich inzet voor de rechten van boeren en een agro-ecologische aanpak in de landbouw. In 2018 heeft de coöperatie Biomilk.be, waarvan hij een van de initiatiefnemers is, een contract onderhandeld met Delhaize. Van 2021 tot 2023 was Hollands voorzitter van Biomilk.be.
Hollands verzette zich tegen CETA, het handelsverdrag tussen Europa en Canada. Hij was ook aangesloten bij de Alliantie D19/20, een actiegroep tegen vrijhandelsakkoorden. Ze voerden onder andere actie in de Europese wijk in Brussel en organiseerden de omsingeling van alle Europese landbouwministers op een boerderij in Luxemburg.
In 2016 werd hij op audiëntie ontvangen door paus Franciscus.